# Мордвинов, Михаил Дмитриевич
Михаи́л Дми́триевич Мордви́нов (7 ноября 1862 — 12 февраля 1927) — вице-губернатор Уральской области в 1910—1917 годах, действительный статский советник, камергер.

## Биография
Православный. Из потомственных дворян Самарской губернии. Сын губернского предводителя дворянства, действительного статского советника Дмитрия Алексеевича Мордвинова (1820—1896) и жены его графини Софии Михайловны Толстой (1833—1915). Землевладелец той же губернии (родовое имение в 10069 десятин).
В 1884 году окончил Александровский лицей с чином X класса и поступил на службу по Министерству иностранных дел.
В 1887 году поселился в своем имении Самарской губернии, где в том же году был избран почетным мировым судьей. В 1891 году поступил на службу земским начальником 2-го участка Бугурусланского уезда, а в следующем году был избран исправляющим должность председателя Самарской губернской земской управы. В 1893 году избран бугульминским уездным предводителем дворянства, в каковой должности состоял до 1899 года. В 1905 году был избран бугурусланским уездным предводителем дворянства, каковым состоял до 1909 года.
В 1908 году был причислен к Государственной канцелярии. 30 июня 1909 года назначен бессарабским вице-губернатором, а 31 декабря 1910 года переведен на ту же должность в Уральскую область. Кроме того, был почетным мировым судьей округа Уральского окружного суда и пожизненным почетным членом Бугульминского попечительства о детских приютах. Дослужился до чина действительного статского советника (1907), состоял в придворном звании камергера (1907).
После Октябрьской революции в эмиграции в Польше. Умер в 1927 году в Варшаве.

## Семья
Был женат на Анне Родионовне Калабиной (ум. 1936), имел четверо детей.

## Награды
- Орден Святой Анны 3-й ст. (1894)
- Орден Святого Владимира 3-й ст. (1913)
- Орден Святого Станислава 1-й ст. (1914)
- медаль «В память царствования императора Александра III»
- медаль «В память коронации императора Николая II»
- медаль «За труды по первой всеобщей переписи населения»
- медаль «В память 300-летия царствования дома Романовых»
- знак «В память столетия Государственной канцелярии»